# بخش پریگو
بخش پریگو (به فرانسوی: Arrondissement de Périgueux) یک بخش در فرانسه است که در دوردوین واقع شده‌است.